# Sao chổi Halley
Sao chổi Halley /ˈhæli/ (tên định danh chính thức: 1P/Halley) là một sao chổi được đặt tên theo nhà thiên văn học người Anh Edmund Halley, là một sao chổi quỹ đạo ngắn có thể nhìn thấy cứ mỗi 75 đến 79 năm. Nó là sao chổi nổi tiếng nhất trong các sao chổi theo chu kỳ. Dù trong mỗi thế kỷ đều có nhiều sao chổi có chu kỳ dài xuất hiện với độ sáng và ngoạn mục hơn nhưng sao chổi Halley là một ngôi sao chổi chu kỳ ngắn có thể thấy rõ bằng mắt thường và do đó, là sao chổi có thể nhìn thấy bằng mắt thường chắc chắn có thể trở lại trong một đời người. Sao chổi Halley xuất hiện lần cuối bên trong Hệ Mặt Trời vào năm 1986, và sẽ xuất hiện trở lại vào giữa năm 2061.

## Chu kỳ sao chổi Halley
Theo thuyết Newton, một số sao chổi quay xung quanh Mặt trời trên những quỹ đạo hình ellip. Nhà thiên văn học Edmund Halley, người Anh (thế kỷ thứ 17-18) áp dụng định luật Newton để tính quỹ đạo cho biết là các sao chổi hiện ra những năm 1531, 1607 và 1682, có quỹ đạo giống nhau và chỉ là một thiên thể. Cứ khoảng 74-76 năm thì sao chổi lại quay trở lại gần Mặt trời và được nhìn thấy từ Trái Đất. Ông tiên đoán là sao chổi này sẽ trở lại năm 1758.
Đúng hôm lễ Giáng sinh năm đó, sao chổi hiện lên bầu trời, nhưng tiếc thay ông đã mất trước và không được biết là tiên đoán của ông được xác minh. Sao chổi này được đặt tên là sao chổi Halley để ghi nhớ thành tích khoa học của ông.

## Quỹ đạo

Quỹ đạo của Halley

Sao chổi Halley chuyển động trên quỹ đạo quanh Mặt Trời, hình elip dẹt, điểm cận nhật 87,13 triệu km, giữa Sao Thủy và Sao Kim với tốc độ 54,3 km/s, điểm viễn nhật 5 tỷ 295 triệu km, xa hơn Hải Vương tinh (4,5 tỷ km) với tốc độ 0,91 km/s.

## Hình ảnh

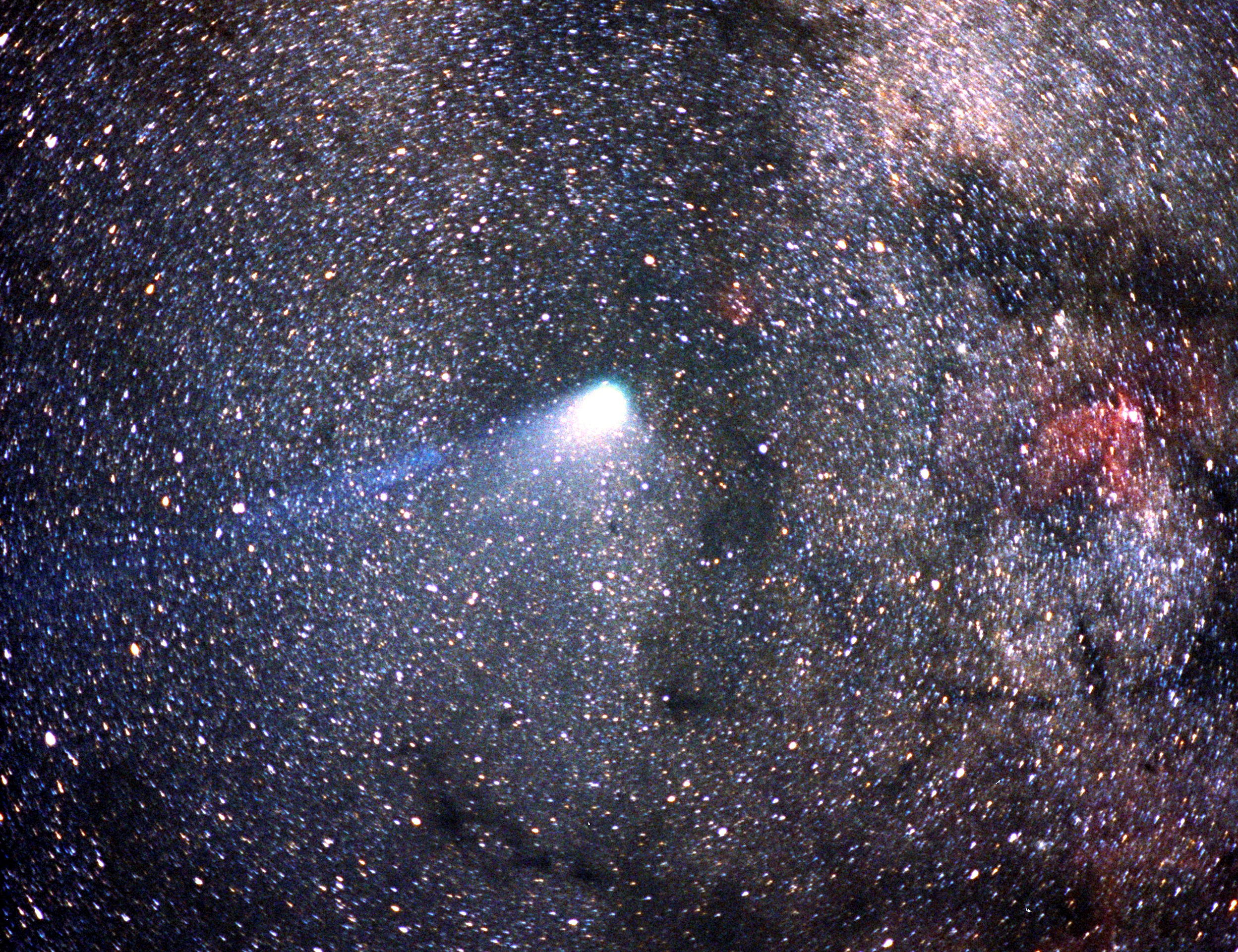
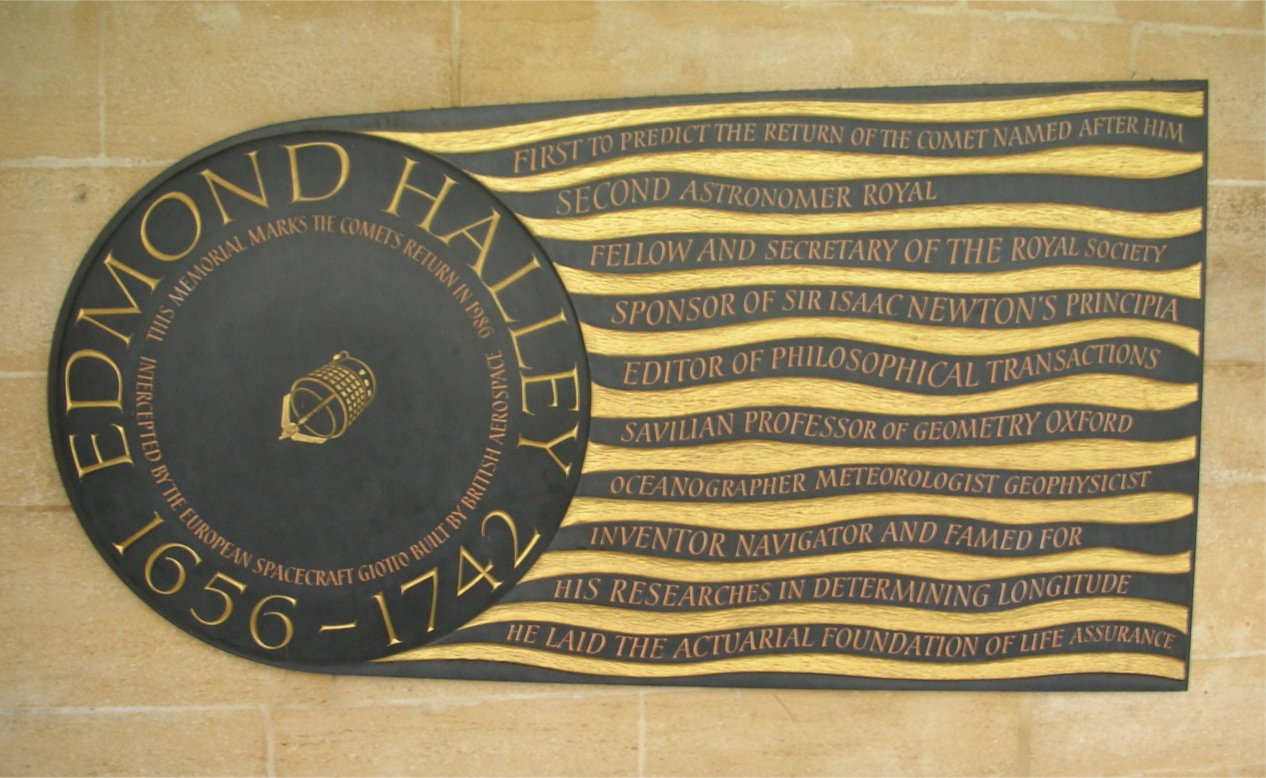
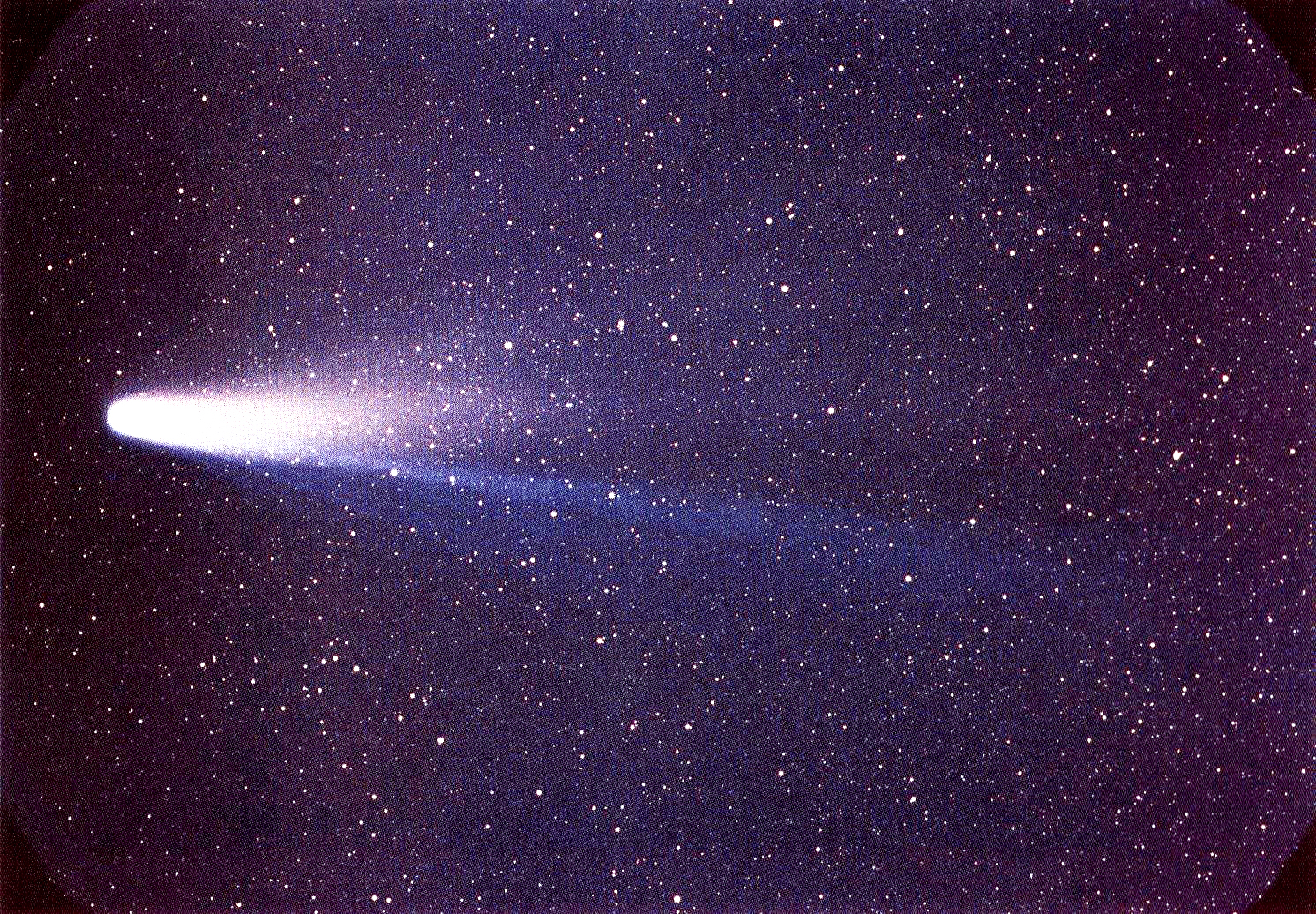